# Messe-Torhaus

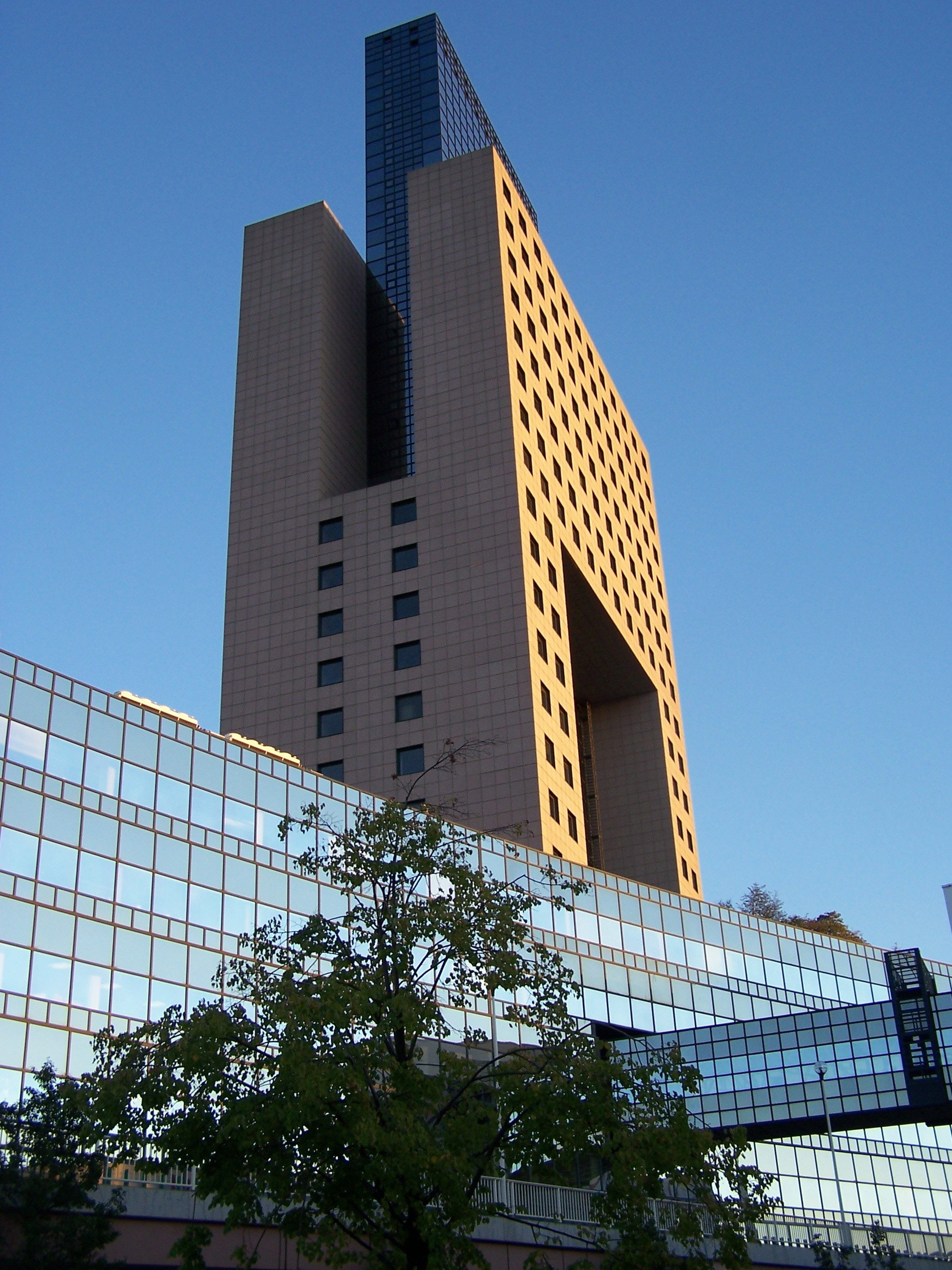
la Messe-Torhaus

La Messe-Torhaus est un gratte-ciel de la ville de Francfort-sur-le-Main, en Allemagne. Elle a été conçue par l'architecte Oswald Mathias Ungers et a été construite en 1984 par l'entreprise Hochtief. La tour est située dans le quartier de Bockenheim, au centre d'un complexe de bâtiments modernes, la Messegelände.
La tour se compose de trois parties : la plus haute, celle du milieu, possède une façade en verre et culmine à 117 m. Elle comporte 30 étages. Elle est entourée de deux blocs de pierre. 
La Messe-Torhaus est également le lieu de nombreuses expositions en tout genre. 